# Enio Mainardi
Enio Mainardi (* 24. Mai 1935 in Pindorama, Bundesstaat São Paulo, Brasilien; † 8. August 2020 in São Paulo, Brasilien) war ein brasilianischer Werbeunternehmer, Journalist und Lyriker.

## Leben und Wirken
Mainardi arbeitete zunächst als Journalist für den Correo Paulista und wechselte später zu Norton Publicidade, wo er Werbung und Journalismus vermischte. In diesem Zusammenhang lebte er einige Jahre in Spanien, Israel, Mexiko und den USA.
Als er nach Brasilien zurückkehrte,  gründete er sein erstes Werbeunternehmen, die Firma Proeme, der er bis 1978 vorsaß. In den 1980er Jahren verkaufte er Proeme und gründete dann Enio Mainardi Associados, auch dieses Unternehmen verkaufte er und gründete 1989 das Unternehmen Mainardi Propaganda, dass er 1999 ebenfalls gewinnbringend verkaufen konnte. Mit seinen Unternehmen gehörte zu den erfolgreichsten und bedeutendsten Werbeunternehmern und Werbesloganentwickler der 1970er und 1980er Jahre in Brasilien. 
Sein Sohn Diogo Mainardi ist ein bekannter Journalist.
Am 8. August 2020 starb er im Alter von 85 Jahren an den Folgen einer Sars-COVID-19 Erkrankung in São Paulo. Zahlreiche Prominente äußerten sich zu seinem Tod, darunter viele Abgeordnete und auch Eduardo Bolsonaro, Sohn des amtierenden Präsidenten Jair Bolsonaro und guter Freund. 

## Werk
- Nenhuma poesia e inocente, 2007. Lyrik.
- O moedor, 2013. Erzählungen.
- Nix, 2014, Lyrik.